# Первомайский (Каргатский район)
Первомайский — посёлок в Каргатском районе Новосибирской области. Входит в состав Первомайского сельсовета. 

## География
Площадь посёлка — 32 гектара. 

## Население
| 2002 | 2007 | 2010 |
| ---- | ---- | ---- |
| 57   | ↘36  | ↘28  |

## Инфраструктура
В посёлке по данным на 2007 год функционирует 1 учреждение здравоохранения.